# Лебед (съзвездие)
Вижте пояснителната страница за други значения на Лебед.
Лебед (наричан също и Северен кръст) е съзвездие от Млечния път. Съзвездието носи името Северен кръст заради формата си, като най-ярката му звезда – Денеб е на върха на кръста.

## Митология
Съзвездието наподобява широко разперила крила, дълговрата птица, в грациозен полет. В гръцката митология, съзвездието изобразява няколко различни легендарни лебеда. Зевс, приел формата на лебед, се явява на Леда, която родила Гемини, Елена от Троя и Клитемнестра.
Орфей бил превърнат в лебед след убийството и се смята, че така той се качва на небето до своята лира.
Също се смята, че младото съзвездие Лебед е приятелят на злочестия Фаетон. След като Фаетон загива, опитвайки се да управлява колесницата на баща си Хелиос (Слънцето), Лебед безуспешно търсел тялото му в река Ериданус. Като гълъб той се потопил много пъти в реката и Зевс се смилил над него и го превърнал във водна птица, като оттогава започнал да носи името Лебед.
Лебед, както Лира, Орел и Стрелец са значителна част от мита за Стимфалийските птици, един от Дванадесетте подвига на Херкулес.
Според китайската митология, съзвездието Лебед е мястото, където веднъж годишно „свраков мост“, свързва любовниците Ниу Ланг и Жи Ну.